# Daugieliszki (gmina)
Daugieliszki (1919 alt. Daugiliszki) – dawna gmina wiejska istniejąca do 1945 roku na obszarze Ziemi Wileńskiej/woj. wileńskiego (obecnie na Litwie). Siedzibą gminy były Nowe Daugieliszki.
Początkowo gmina należała do powiatu święciańskiego w guberni wileńskiej. 7 czerwca 1919 weszła w skład utworzonego pod Zarządem Cywilnym Ziem Wschodnich okręgu wileńskiego, przejętego 9 września 1920 przez Tymczasowy Zarząd Terenów Przyfrontowych i Etapowych. W związku z powstaniem Litwy Środkowej 9 października 1920 gmina wraz z główną częścią powiatu święciańskiego znalazła się w jej strukturach. 13 kwietnia 1922 roku gmina weszła w skład objętej władzą polską Ziemi Wileńskiej, przekształconej 20 stycznia 1926 roku w województwo wileńskie.
11 kwietnia 1929 roku do gminy Daugieliszki przyłączono części obszaru gmin Łyngmiany i (zniesionej) Zabłociszki, natomiast część obszaru gminy Daugieliszki włączono do gminy Dukszty. 24 listopada 1933 roku do gminy Daugieliszki przyłączono część obszaru gminy Dukszty.
Po wojnie obszar gminy Daugieliszki wszedł w struktury administracyjne Związku Radzieckiego.